# Dmitrij Ivanovič Mendeljejev
Dmitrij Ivanovič Mendeljejev (rus. Дми́трий Ива́нович Менделе́ев, Tobolsk,  8. veljače 1834. – Sankt Peterburg 2. veljače 1907.), ruski kemičar. Diplomirao je 1855. na Glavnom pedagoškom institutu u Sankt Peterburgu, zaposlio se na liceju (općeobrazovna srednja škola, kao kod nas gimnazija) u Odesi, da bi se nedugo zatim vratio u Sankt Peterburg i obranio magistarsku radnju. Godine 1859. do 1861. boravio je u inozemstvu, pretežito u Heidelbergu. Nakon povratka u Sankt Peterburg objavio je udžbenik Organska kemija (rus. Organičeskaja himija, 1861.), a u Bakuu proučavao dobivanje i preradbu nafte. Slijedila je profesura na Tehnološkom institutu (1864.), pa doktorska disertacija (1865.) i izbor za profesora tehnologije, a zatim (1867.) za profesora opće kemije Sanktpeterburškoga sveučilišta. Sudjelovao je u osnivanju Ruskoga kemijskoga društva (1868.) i objavio udžbenik Osnove kemije (rus. Osnovi himii, I–II, 1869. – 1871.). Bavio se mnogim granama kemije i svojim je radovima mnogo pridonio razvoju ruske kemijske industrije i metalurgije. Istraživanjem fizikalnih svojstava plinova i kapljevina, neovisno o irskom kemičaru Thomasu Andrewsu (1813. – 1885.), došao je do pojma kritične temperature. 
Njegov je najveći doprinos vezan uz periodni sustav kemijskih elemenata. Iako su neki kemičari i prije uočili periodičnost svojstava kemijskih elemenata, Mendeljejev je prvi uvidio važnost tog otkrića (1869.). Tada poznate elemente poredao je po rastućim relativnim atomskim masama i u tablici im dao mjesta koja im prirodno pripadaju na temelju periodičnosti njihovih svojstava. U konačnom obliku periodnoga sustava (1871.) ostavio je prazna mjesta za do tada nepoznate kemijske elemente, predvidjevši tako svojstva za 3 poslije otkrivena elementa (skandij, galij i germanij). Njegova tablica periodnoga sustava elemenata postala je tako osnovicom za razumijevanje temeljnih zakonitosti kemijskih znanosti, građe elemenata i spojeva i njihovih reakcija. Od 1876. bio je dopisni član Ruske akademije znanosti, ali 1880. nije bio izabran za redovitog člana, jer se većina akademika nije slagala s njegovim kritikama stanja u ruskoj znanosti, školstvu i gospodarstvu. Zbog političkog neslaganja s tadašnjim režimom, napustio je 1890. katedru i 1893. prihvatio dužnost ravnatelja Središnjeg ureda za mjere i utege te u metrologiji ostao djelatan sve do smrti.

## Životopis
Mendeljejev je rođen u Tobolsku, i bio je najmlađi od sedamaestoro djece Ivana Pavloviča Mendeljejeva i Marije Dmitrijevne Mendeljejeve (prije Kornilieva). S četrnaest godina, nakon očeve smrti, pohađao je Gimnaziju u Tobolsku.
Tada siromašna obitelj Mendeljejev, 1849. preselila se u Sankt Peterburg gdje je Dmitrij studirao pedagogiju 1850. Nakon maturiranja, doktori su mu dijagnosticirali tuberkulozu što je bio uzrok njegovog preseljenja na Krim, na Crnom moru 1855. Tu je postao glavni znanstvenik u lokalnoj gimnaziji. Potpuno zdrav vraća se u Sankt Peterburg 1856.
Između 1859. i 1861. proučavao je plinove u Parizu, i usavršavao spektroskop s Gustavom Robertom Kirchhoffom u Heidelbergu. Nakon povratka u Rusiju 1863. postao je profesor kemije na Tehnološkom institutu i na sveučilištu u St. Peterburgu. Iste godine oženio se Feozvom Niktičnom Leščevom, a njihov brak završio je razvodom. Kasnije se oženio Anom Ivanovom Popovom, a njihova kći, Ljubov, poslije je postala žena poznatog ruskog pjesnika Aleksandra Bloka.
Iako je Mendeljejev prihvaćen diljem Europe kao znanstvenik, i dobitnik je Copleyeve medalje, londonskog Kraljevskog društva, njegove političke aktivnosti zabrinjavale su vladu, a rezultat toga bio je njegov otkaz s mjesta profesora 17. kolovoza 1890. Ipak, dobio je mjesto direktora u Uredu za mjere 1893.
U kasnijim godinama, radio je i patentirao standard za klasičnu rusku votku, ali je važniji njegov rad na ulju koji je rezultirao otvaranjem prve rafinerije u Rusiji. Preminuo je u Sankt Peterburgu 1907. Element broj 101, radioaktivan, mendelevij nazvan je u njegovu čast.

## Periodni sustav elemenata
Periodni sustav elemenata je sustavni tablični poredak kemijskih elemenata koji odražava njihovu atomsku građu i sličnost njihovih fizikalnih i kemijskih svojstava. Periodičkomu ponavljanju kemijskih i fizikalnih svojstava elemenata uzrok je periodička sličnost elektronske konfiguracije atoma elemenata poredanih po rastućem atomskom broju. Nova perioda u periodnom sustavu započinje kada se u elektronskoj konfiguraciji atoma počne popunjavati nova elektronska ljuska. Stoga atomi elemenata u jednoj periodi imaju jednak broj ljusaka, ali različit broj elektrona u vanjskoj ljusci (valentni elektroni). Suprotno, atomi elemenata unutar jedne skupine (stupac) imaju različit broj ljusaka, ali im je broj valentnih elektrona jednak. Kako broj valentnih elektrona određuje kemijska svojstva elementa, elementi jedne skupine imaju slična kemijskih svojstva. 
Suvremena tablica periodnoga sustava, prema preporuci Međunarodne unije za čistu i primijenjenu kemiju (IUPAC, 1988.), sadrži 7 perioda i 18 skupina elemenata. Svi su elementi u periodnome sustavu naznačeni svojim kemijskim simbolima, kojima se dodaju oznake: atomski broj (redni broj) kao lijevi supskript, a maseni broj kao lijevi superskript.
Elementi koji imaju slična kemijska svojstva imaju atomsku masu koja je ista ili relativno slična (na primjer Pt, Ir, Os) ili kojima se povaćava (na primjer K, Rb, Cs). Svrstavanje elemenata po atomskoj masi, sveden je na valencije, kao i na kemijska svojstva. Tu se ubrajaju elementi kao Li, Be, Ba, C, N, O i Sn. Elementi koji su najrasprostranjeniji imaju malu atomsku masu. 
Ne znajući za Mendeljejeva, J. L. von Meyer je također radio na periodnom sustavu. Njegov rad, izdan 1864. sadržavao je samo 28 elemenata raspoređenih po samo valencijama. Uz to, Meyer nikad nije došao na ideju da predvidi otkriće novih elemenata, i da ispravi atomske mase. Samo nekoliko mjeseci nakon Mendeljejevog sustava, Meyer izdao je virtualno identičan sustav. Neki ljudi smatraju Mendeljejeva i Meyera ko-stvoritelje periodnog sustava, no Mendeljejev je točno predvidio kvalitete elemenata koje je on zvao eka-silicij (germanij), eka-aluminij (galij) i eka-bor (skandij) i to mu je dalo veći dio slave. U to vrijeme Mendeljejeva predviđanja oduševila su sve i naknadno su dokazana kao točnim.

### Ostali uspjesi
Pri pokušaju kemijskog dobivanja etera 1902. iznio je krivu hipotezu o postojanju dva elementa koji imaju manju masu od vodikove, te da je lakši od njih kemijski inertan element, izuzetno pokretljiv, sveprodirući i sveprožimajući plin.
Mendeljejev je posvetio vrijeme i analizi otopina, koje je promatrao kao homogene tekuće sustave koje se sastoje od nestabilnih disocirajućih komponenata – otapala i otopljene tvari, držeći da su to primjeri jednostavnih ili čistih tvari, podložnih Daltonovim zakonima.
U pogledu fizikalne kemije proučavao je reakcije tekućine s toplinom, i izradio jednadžbu sličnu Gay-Lussacovom zakonu o uniformalnosti i širenju plinova, kao kad je išao nazad u 1861. i objasnio T. Andrewovu koncepciju kritične temperature plinova tako što je odredio apsolutno talište tvari čiji elementi daju temperaturu jednaku nuli, i tada voda prelazi u vapnenac, neovisno o temperaturi i volumenu.
Mendeljejev je puno pisao o kemiji, a njegova najpoznatija knjiga zasigurno je Osnove kemije koja je pisana od 1868. do 1870., a prevedena je na mnoge svjetske jezike.
Mendeljejev je dobio i zasluge za to jer je otkrio optimalnu količinu alkohola, 40% (80 dokaza), u ruskoj votki. Izvor tog otkrića bila je teza njegovog doktorata O kompoziciji alkohola i vode. Ta teza temeljila se uglavnom na fizikalnim svojstvima alkohola-vode, kao destilacija.
Dobio je zasluge i za predstavljenje metričkog sustava Ruskom Carstvu.
Izumio je pirokolidij, vrsta plinovitog praha bazirana na nitrocelulozi, a 1892. organizirao njegovu proizvodnju.
Proglašen počasnim članom HAZU.

## Vanjske poveznice
- Mendeljejev (Mendeleev), Dmitrij Ivanovič Hrvatska enciklopedija. LZMK
- LZMK / Proleksis enciklopedija: Mendeljejev (Mendeleev), Dmitrij Ivanovič